# Тиньчик-Легницький
Тиньчик-Легницький (пол. Tyńczyk Legnicki) — село в Польщі, у гміні Кротошиці Легницького повіту Нижньосілезького воєводства.
Населення — 77 осіб (2011).
У 1975-1998 роках село належало до Легницького воєводства.

## Демографія
Демографічна структура станом на 31 березня 2011 року:
|          | Загалом | Допрацездатний вік | Працездатний вік | Постпрацездатний вік |
| -------- | ------- | ------------------ | ---------------- | -------------------- |
| Чоловіки | 37      | 11                 | 22               | 4                    |
| Жінки    | 40      | 5                  | 28               | 7                    |
| Разом    | 77      | 16                 | 50               | 11                   |